# マカオの政治
マカオの政治は1966年12月3日に起きた一二・三事件（マカオ当局と住民が衝突した流血事件）以来、事実上中華人民共和国（以下、中国）の影響下に置かれてきた。
1976年、宗主国であるポルトガルにおいて左派政権が成立し、ポルトガル政府はマカオの返還を中国政府に申し出たものの、中国側はこれを事実上拒否した。だが、このときにマカオは1951年以来のポルトガルの「海外州」という地位から、ポルトガル行政下にある自治領に改められた。その後の1982年、ポルトガルは憲法を改正し、マカオを「ポルトガルの行政権が及ぶ中国領」と定義し、1986年6月には中葡両国によるマカオ問題に関する交渉が始まり、翌1987年には正式な返還を1999年とする方針が決定した。そして、1999年12月20日に返還が実現し、中華人民共和国マカオ特別行政区が成立した。

## 政治体制
1999年3月に中国の全国人民代表大会はマカオ特別行政区基本法（以下、マカオ基本法）を制定した。マカオの政治体制はこのマカオ基本法によって規定され、三権分立を採っている。

### 行政府
マカオ基本法においてマカオ特別行政区政府（以下、マカオ政府）と呼ぶ場合、行政府を指している。マカオの首長は行政長官であり、その任期は5年である。2009年12月、返還以降2期10年に渡って行政長官を務めた何厚鏵（エドモンド・ホー）に代わり、それまで社会文化司長だった崔世安（Fernando Chui）が新たな行政長官に就任した。マカオ行政長官は、300名からなる選挙委員会が選出し、中央政府（国務院）が任命する。
マカオ政府には行政長官を主席とする行政会が設けられている。行政会は行政長官による政策決定を補佐する。行政会委員は行政長官が任命し、現在は官僚のトップである行政法務司長と立法会議員2名他、合計11名いる。2002年に高官問責制が導入された香港の行政会議とは異なり、政府高官が行政会委員になる訳ではない。
何厚鏵政権2期目における行政長官以外の高官は、以下の通りであった。これらの高官は行政長官が指名し、中央政府が任命する。
- 行政法務司長：陳麗敏
- 経済財政司長：譚伯源
- 保安司長：張國華
- 社会文化司長：崔世安
- 運輸工務司長：劉仕堯
- 廉政専員（汚職取締り独立委員会長官）：張裕
- 審計長：蔡美莉
- 警察総局長：白英偉
- 海関（税関）長：徐禮恆

政府機構は5つの司の下に局が設けられている。更にその下には署や処が置かれている。
- 行政法務司
  - 法務局
- 経済財政司
- 保安司
  - 澳門治安警察局
- 社会文化司
- 運輸工務司
  - 澳門郵政局
  - マカオ地球物理気象局

### 立法府
マカオの立法府はマカオ特別行政区立法会である。定員は33名で、内訳はマカオ住民の直接選挙による民選が14名、各種職能団体を通じた間接選挙（職能代表制）による選出が12名、行政長官による任命が7名となっている。マカオでは、香港では実現しなかった直通列車方式が実現し、返還前の第6期マカオ立法会議員のうち民選議員と間接選挙議員は返還後の第1期マカオ特別行政区立法会議員へ横滑りした。ただし、総督任命議員は新たに任命された行政長官任命議員に置き換えられた。返還後の第1期立法会（2年間）を除き任期は4年間であり、最近の選挙は2021年に実施された。現在、マカオでは政党が存在しておらず、マカオの住民は社団を組織して立法会議員選挙に参加している。（社団の一覧についてはマカオの政党を参照のこと。）